# Roksana Płonka
Roksana Płonka (ur. 17 czerwca 1997 w Toruniu) – polska koszykarka występująca na pozycji niskiej skrzydłowej.

## Osiągnięcia
Stan na 29 sierpnia 2019, na podstawie, o ile nie zaznaczono inaczej.
Drużynowe
- Brąz mistrzostw Polski z Energą Toruń (2012)[2]
- Uczestniczka rozgrywek Euroligi (2014/15)